# Ertharin Cousin

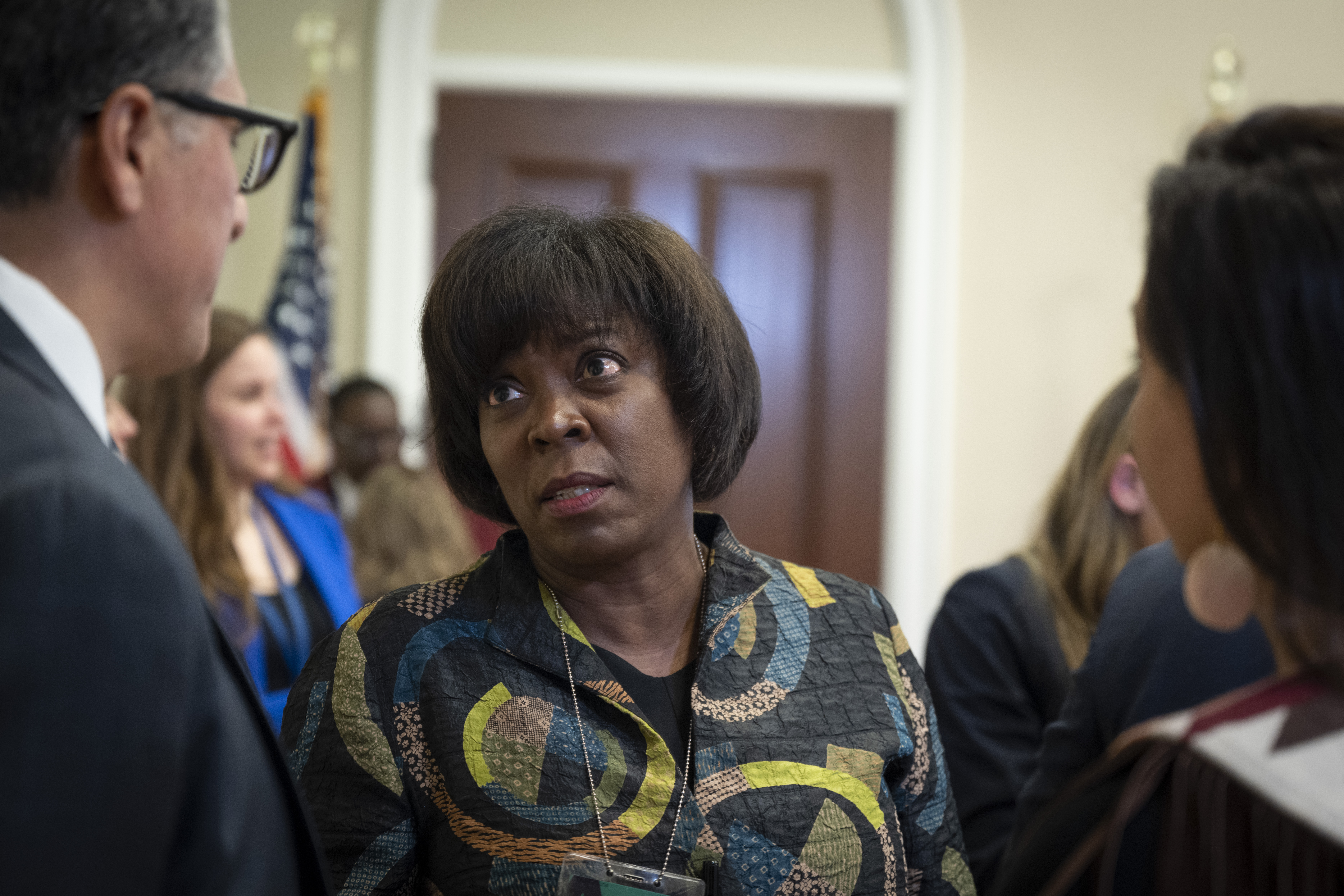
Ertharin Cousin (2023)

Ertharin Cousin (* 12. Mai 1957 in Chicago) ist eine US-amerikanische Juristin und Diplomatin. Von 2012 bis 2017 war sie als Nachfolgerin von Josette Sheeran die zwölfte Executive Director des United Nations World Food Programme. Anschließend wurde sie Payne Distinguished Professor an der Stanford University am Freeman Spogli Institute for International Studies, Distinguished Fellow am Center on Food Security and the Environment and the Center on Democracy, Development and the Rule of Law, sowie Distinguished Fellow am The Chicago Council on Global Affairs und Trustee des Power of Nutrition Board of Directors.
Von 2009 bis 2012 diente sie unter Präsident Barack Obama als United States Ambassador der Ernährungs- und Landwirtschaftsorganisation der Vereinten Nationen (FAO) in Rom und als Leiterin der United States Mission to the UN Agencies in Rome. Davor arbeitete sie an verschiedenen Stellen, zuerst als Mitarbeiterin der Demokratischen Partei und anschließend in der Lebensmittelindustrie sowie verwandten gemeinnützigen Organisationen. Im Jahr 2014 wurde sie vom Forbes Magazine als 45. der 100 einflussreichsten Frauen der Welt eingeschätzt. und vom Time Magazine als eine der 100 einflussreichsten Personen der Welt des Jahres 2014.

## Leben und Wirken
Cousin wuchs mit ihren drei Schwestern in der Lawndale Nachbarschaft in Chicago, Illinois auf. Ihre Mutter Anna Cousin arbeitete im sozialen Bereich, ihr Vater engagierte sich in einer Nachbarschaftsinitiative. Im Jahr 1971 wurde sie in die Lane Technical High School aufgenommen. Ihren High-School-Abschluss machte sie 1975. Im Jahr 1979 machte sie ihren B.A.-Abschluss an der University of Illinois at Chicago und ihren Juraabschluss unter dem ehemaligen U.S. Secretary of State Dean Rusk an der University of Georgia School of Law im Jahr 1982. Im Anschluss arbeitete Cousin als Assistant Attorney General and Western Regional Office Director für den Illinois Attorney General in Chicago sowie als Deputy Director im Chicago Ethics Board. Danach war sie Director of Governmental Affairs bei AT&T. Im Jahr 1993 zog sie nach Washington, D.C. und wurde Deputy Chief of Staff beim Democratic National Committee. Im folgenden Jahr wurde sie Mitglied der Regierung von Bill Clinton als White House Liaison im U.S. State Department, an dem sie einen Meritorious Service Award erhielt. Während der Vorbereitung zu den olympischen Spielen 1996 war sie Senior Advisor to the Secretary of State. Im Jahr 1996 wurde sie Kampagnenleiterin des Clinton-Gore-Teams der Präsidentschaftswahl für Illinois. Nach der Wahl wurde sie im Jahr 1997 Vice-President of Government, Community and Political Affairs der Clinton-Regierung. Im Jahr 1997 wurde Cousin in das Board for International Food and Agricultural Development berufen. Gleichzeitig war sie Vice-President for Government and Community Affairs für die Supermarktkette Jewel. Im Jahr 1999 kaufte Albertsons LLC Jewel und Cousin wurde Group Vice President of Public Affairs bei Albertsons und anschließend Senior Vice President of Public Affairs. Während sie bei Albertsons arbeitete, war sie zugleich President and Chair der firmeneigenen Stiftung für philanthropische Zwecke. Zudem war sie bei Albertson official spokesperson.
Im Jahr 2002 trat Cousin dem Aufsichtsrat von America’s Second Harvest bei. 2004 wurde sie dort Executive Vice President und Chief Operating Officer. Darunter fielen auch die Aktivitäten im Zusammenhang mit dem Hurrikan Katrina im Jahr 2005, bei denen 62 Millionen Pfund Nahrung verteilt wurden. Während ihrer Zeit dort wuchs der Umsatz von 20 Millionen Dollar auf 56 Millionen Dollar. Im Jahr 2006 gründete sie die Beratungsgesellschaft The Polk Street Group in Chicago und wurde dort Vorsitzende. 2009 übergab sie den Vorsitz an ihren Sohn.

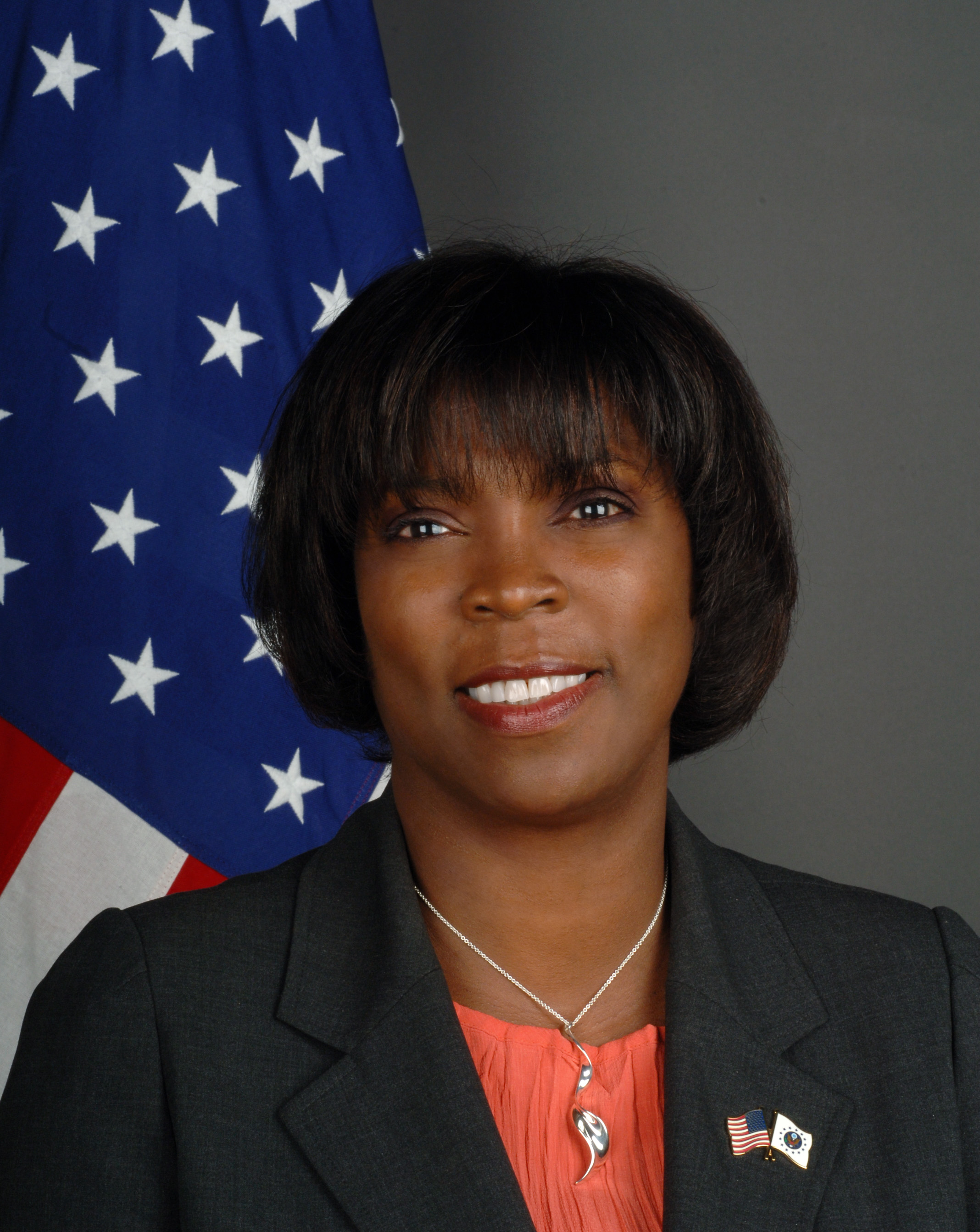
Ertharin Cousin (2009)

Am 19. Juni 2009 wurde sie von Präsident Barack Obama für den Posten United States Ambassador to the United Nations Agencies for Food and Agriculture in Rom nominiert. Am 7. August wurde sie vom Senat bestätigt und am 17. August vereidigt. Dieser Posten beinhaltete auch den Posten des US-Botschafters in Italien und den des US-Botschafters am heiligen Stuhl. In diese Zeit fiel das Erdbeben in Haiti 2010, bei dem Lebensmittel verteilt wurden. Im Januar 2012 ernannte das U.S. State Department sie zum Executive Director of the UN World Food Programme als Nachfolgerin von Josette Sheeran. Ihr Dienst begann am 5. April 2012. In ihre Dienstzeit fielen der Taifun Haiyan, der Bürgerkrieg in Syrien seit 2011 und eine Hungersnot in der Sahelzone. Im Anschluss wurde Cousin Payne Distinguished Professor an der Stanford University im Freeman Spogli Institute for International Studies und Distinguished Fellow at the Center on Food Security and the Environment and the Center on Democracy, Development and the Rule of Law. Daneben wurde sie Distinguished fellow of global agriculture im Chicago Council on Global Affairs. Von 2019 an arbeitete Cousin als Vorsitzende am Center for Strategic and International Studies (CSIS) in der Task Force on Humanitarian Access, zusammen mit den Mitvorsitzenden Cory Booker und Todd Young. Cousin ist geschieden und hat einen Sohn, Maurice.

## Aufsichtsratstätigkeiten
- Bayer AG, Aufsichtsratsmitglied seit 2019[11][12]
- DSM, Mitglied des Sustainability Advisory Board seit 2018[13]
- Heifer International, Mitglied des Board of Directors seit 2018[14]
- Compact2025, Mitglied des Führungsrates[15]
- National Democratic Institute (NDI), Mitglied des Ambassadors Circle[16]
- Women Political Leaders Global Forum (WPL), Mitglied des Global Advisory Board[17]
- Scaling Up Nutrition Movement, Mitglied der Führungsgruppe (2016–2017), berufen von Ban Ki-moon[18]

## Ehrungen
Cousin ist Laureate der The Lincoln Academy of Illinois und erhielt 2015 den Order of Lincoln (der höchste Orden des Bundesstaates Illinois) für ihre Tätigkeiten im sozialen Bereich. Forbes Magazine führte Cousin in der Forbes list of The World's 100 Most Powerful Women in mehreren Jahren. darunter als 48. im Jahr 2016. Im Jahr 2016 erhielt sie den Humanitarian Award der Aktion gegen den Hunger. Zudem wurde sie von Time Magazine zu den TIME 100 most influential people in the world gezählt.